# ژاکی نووی
ژاکی نووی (به فرانسوی: Jacky Novi) بازیکن فوتبال و مدافع اهل فرانسه است که از سال ۱۹۶۹ تا ۱۹۷۲ میلادی عضو تیم ملی فوتبال فرانسه بوده‌است. وی در ۲۰ بازی ملی حضور داشته است و در بازی‌های ملی‌اش گلی به ثمر نرساند.